# Globornica
Globornica je hrvatska rijeka u Karlovačkoj županiji, desna pritoka Dobre. Izvire u blizini naselja Gerovo Tounjsko. Duga je 18,8 km.
Prolazi kroz sljedeća naselja: Gerovo Tounjsko, Gornje Dubrave, Donje Dubrave, Generalski Stol, Erdelj i Goričice Dobranske.